# Las bodas alquímicas de Christian Rosacruz
Las bodas alquímicas de Christian Rosacruz (en el original en alemán Chymische Hochzeit Christiani Rosencreutz anno 1459) es un libro en alemán editado en 1616 en Estrasburgo. Su autoría anónima se atribuye a Johannes Valentinus Andreae. 

## Contenido
Las Bodas alquímicas se describen a menudo como el tercero de los manifiestos originales de la misteriosa «Fraternidad de la Rosa Cruz» (Rosacruces), aunque es marcadamente diferente en estilo y temática de Fama Fraternitatis y Confessio Fraternitatis.
Es un romance alegórico (historia) dividido en siete días, o siete viajes, como el Génesis, y relata cómo Christian Rosacruz fue invitado a ir a un maravilloso castillo lleno de milagros, para asistir a la boda alquímica del rey y la reina, es decir, el esposo y la esposa. El resumen de las 7 jornadas es el siguiente:
- Primer día: Se inicia con una escena en la que el autor (Cristián Rosacruz), la víspera de Pascua, se está preparando para la comunión pascual; sentado a una mesa dirige una humilde oración a Dios. De repente empieza una tormenta, y en medio de ella una gloriosa visión con una trompeta (la trompeta es el atributo de la alegoría de la Fama) aparece y le entrega una carta. Se trata de una invitación de boda. El autor finalmente se viste y parte al enlace.
- Segundo día: El protagonista hace el viaje hacia el lugar donde se celebrará el matrimonio. Al llegar al lugar (se trata de un castillo) el portero le pide la invitación y tras entregársela le deja pasar.
- Tercer día: Tras reunir a los invitados se los pesa en una báscula. Posteriormente se celebra un gran banquete.
- Cuarto día: El acontecimiento más importante de este día es una representación teatral a la que asisten el rey, la reina, todos los invitados y sirvientes.
- Quinto día: El narrador explora las partes subterráneas del castillo, allí descubre una cripta en cuyo centro hay un sepulcro adornado con inscripciones extrañas.
- Sexto día: Transcurre entre trabajos e instalaciones alquímicas, descritos de una forma humorística y animada.
- Séptimo día: El grupo de invitados que todavía permanece en el castillo se prepara a zarpar en sus doce barcos, que enarbolan banderas con los signos del Zodiaco. Una virgen les informa de que se han convertido en «Caballeros de la Piedra Dorada», tras enunciarse las reglas de la orden son armados caballeros en una pequeña capilla. Y allí el protagonista del relato (Cristián Rosacruz) escribe su nombre y su lema: Summa Scientia nihil Scire (El mayor conocimiento es no saber).[2]

Este manifiesto ha sido una fuente de inspiración para poetas, alquimistas (en inglés, la palabra «chymical», traducida en castellano como «alquímica», es una antigua forma de «chemical», «química», y se refiere a la alquimia, cuyo objetivo era el Matrimonio Sagrado) y soñadores, debido a la fuerza de su ritual de iniciación con procesiones de pruebas, purificaciones, muerte, resurrección y ascensión y también por su simbolismo establecido desde el principio con la invitación a Rosacruz para asistir a esta Boda Real.
La invitación a la boda real incluye el símbolo Monas Hieroglyphica asociado con John Dee.
Existe cierta semejanza entre este romance alquímico y pasajes de la Biblia como:
- El reino de los cielos es semejante a cierto rey, que hizo una boda para su hijo, y cuando el rey entró a ver a los invitados, vio allí a un hombre que no tenía vestido de boda. (Mateo 22: 2, 11 KJV)
- Y yo Juan vi la santa ciudad, la nueva Jerusalén, descender del cielo, de Dios, dispuesta como una esposa ataviada para su marido. (Apocalipsis 21: 2)

## Edición en castellano
- Las bodas alquímicas de Christian Rosacruz: el texto fundamental de los Rosacruces. Barcelona: Ediciones Obelisco, 3a ed., 2004. ISBN 978-84-9777-092-7